# جيك بوند
جيك بوند (بالإنجليزية: Jake Bond)‏ (4 يوليو 1992 بأوفالون في الولايات المتحدة - ) هو لاعب كرة قدم أمريكي في مركز الدفاع.

## وصلات خارجية
- جيك بوند على موقع قاعدة بيانات كرة القدم.إي يو (الإنجليزية)